# Syllepte aenigmatica
Syllepte aenigmatica là một loài bướm đêm trong họ Crambidae.